# Victor Bourénine
Victor Pétrovitch Bourénine (en russe Виктор Петрович Буренин, né le 6 mars 1841 à Moscou, mort le 15 août 1926 à Léningrad) est un critique littéraire et critique de théâtre russe, poète-satiriste,  auteur du livret de l'opéra Mazeppa de Tchaïkovski. 
Il écrivait dans le journal conservateur Novoïé Vrémia dans lequel il se livra, en 1886, à de vives attaques contre le poète Sémion Nadson, qui était en train de mourir de la tuberculose.